# Alvise Vivarini

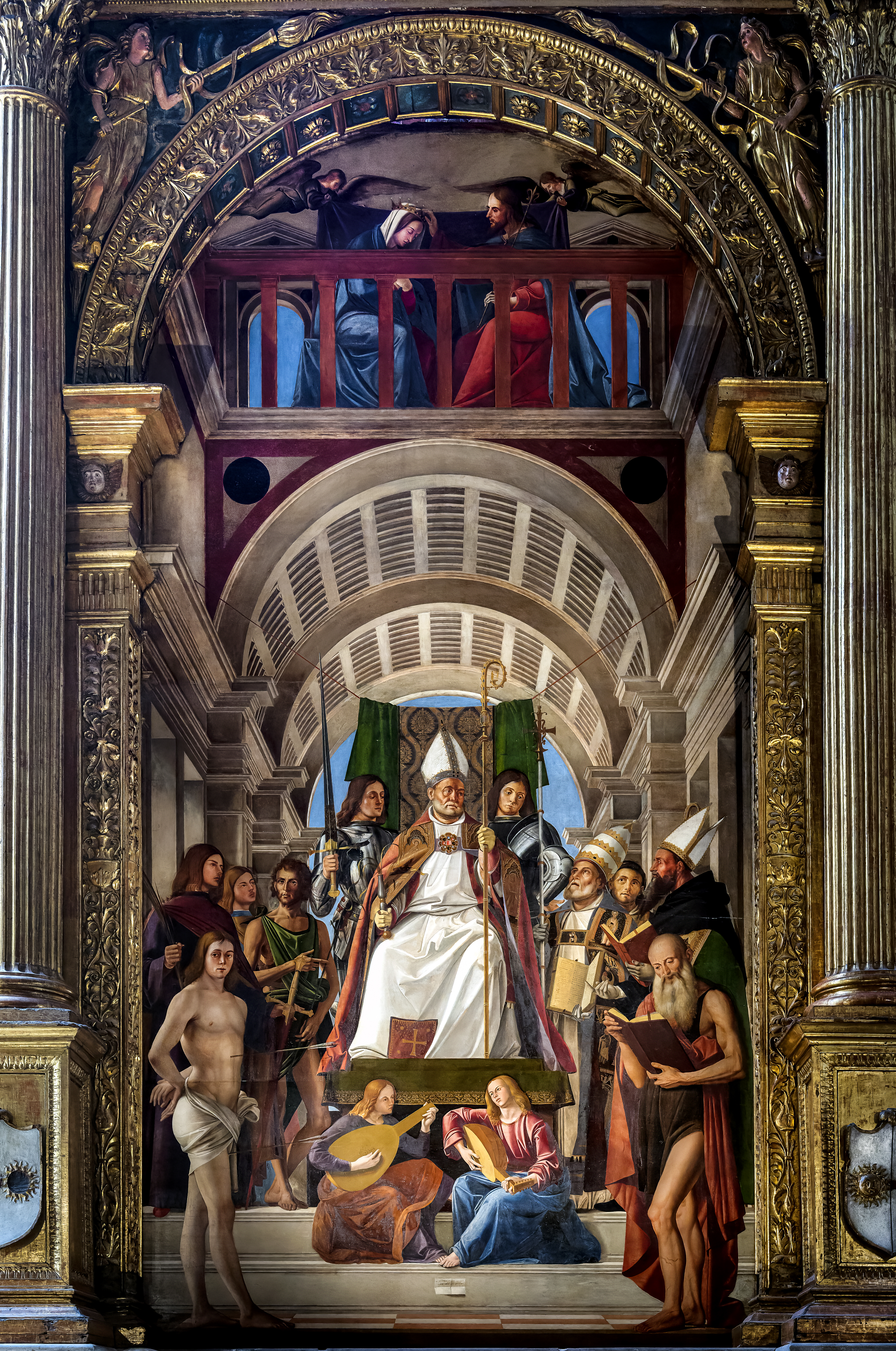
Alvise Vivarini, Ołtarz św. Ambrożego (1503)

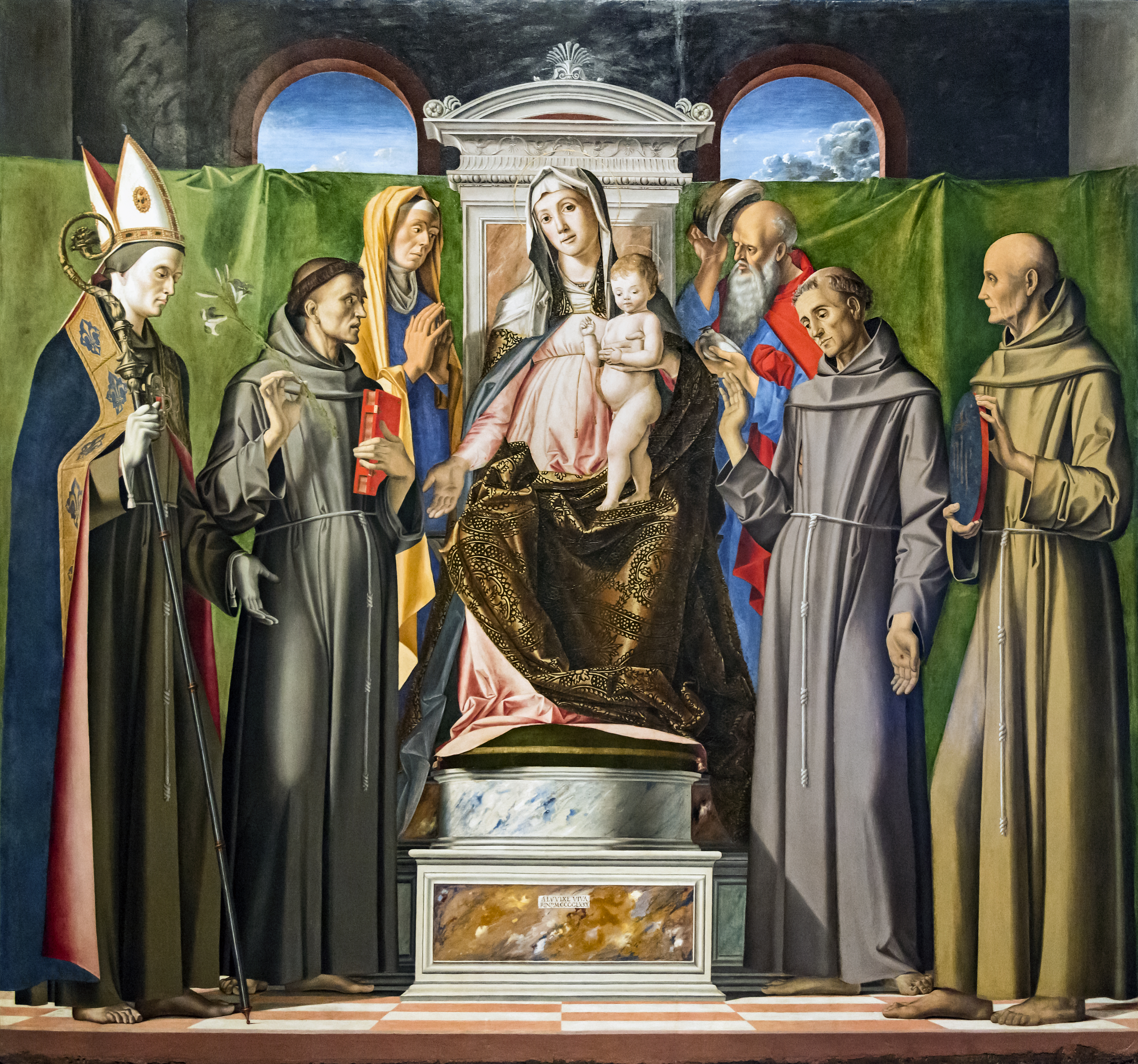
Alvise Vivarini, Tronująca Madonna z Dzieciątkiem i świętymi (ok. 1480)

Alvise Vivarini (ur. ok. 1445 w Murano, zm. ok. 1504 w Wenecji) – włoski malarz okresu renesansu.
Pochodził z rodziny malarzy włoskich działających w Wenecji w okresie quattrocenta: był synem Antonia Vivariniego i bratankiem Bartolomea Vivariniego.
Malował obrazy religijne i portrety. Tworzył w stylu dojrzałego renesansu weneckiego. Pozostawał pod wpływem Andrei Mantegny i Giovanniego Belliniego. Jego  wystrój Sali del Maggior Consiglio w Pałacu Dożów został zniszczony przez  pożar w 1577.

## Dzieła
- Św. Jan Chrzciciel – (1475), 48,5 x 33,5 cm, Muzeum Thyssen-Bornemisza, Madryt
- Św. Hieronim czytający – (ok. 1476), National Gallery of Art
- Św. Antoni Padewski – (ok. 1480), Museo Correr, Wenecja
- Tronująca Madonna z Dzieciątkiem i świętymi (Sacra  Conversazione) – (ok. 1480), Gallerie dell’Accademia, Wenecja
- Madonna z Dzieciątkiem – (ok. 1483), National Gallery w Londynie
- Tronująca Madonna z Dzieciątkiem i świętymi – (1494-95), Gemäldegalerie Berlin
- Portret mężczyzny – (ok. 1495), National Gallery of Art
- Portret mężczyzny – (1497), 64 x 47 cm, National Gallery w Londynie
- Ołtarz św. Ambrożego – (1503), Santa Maria Gloriosa dei Frari, Wenecja
- Madonna z Dzieciątkiem i świętymi - (1504), Ermitaż
- Madonna z Dzieciątkiem – Wenecja, Museo Correr
- Wniebowzięcie Marii – Pinakoteka Brera

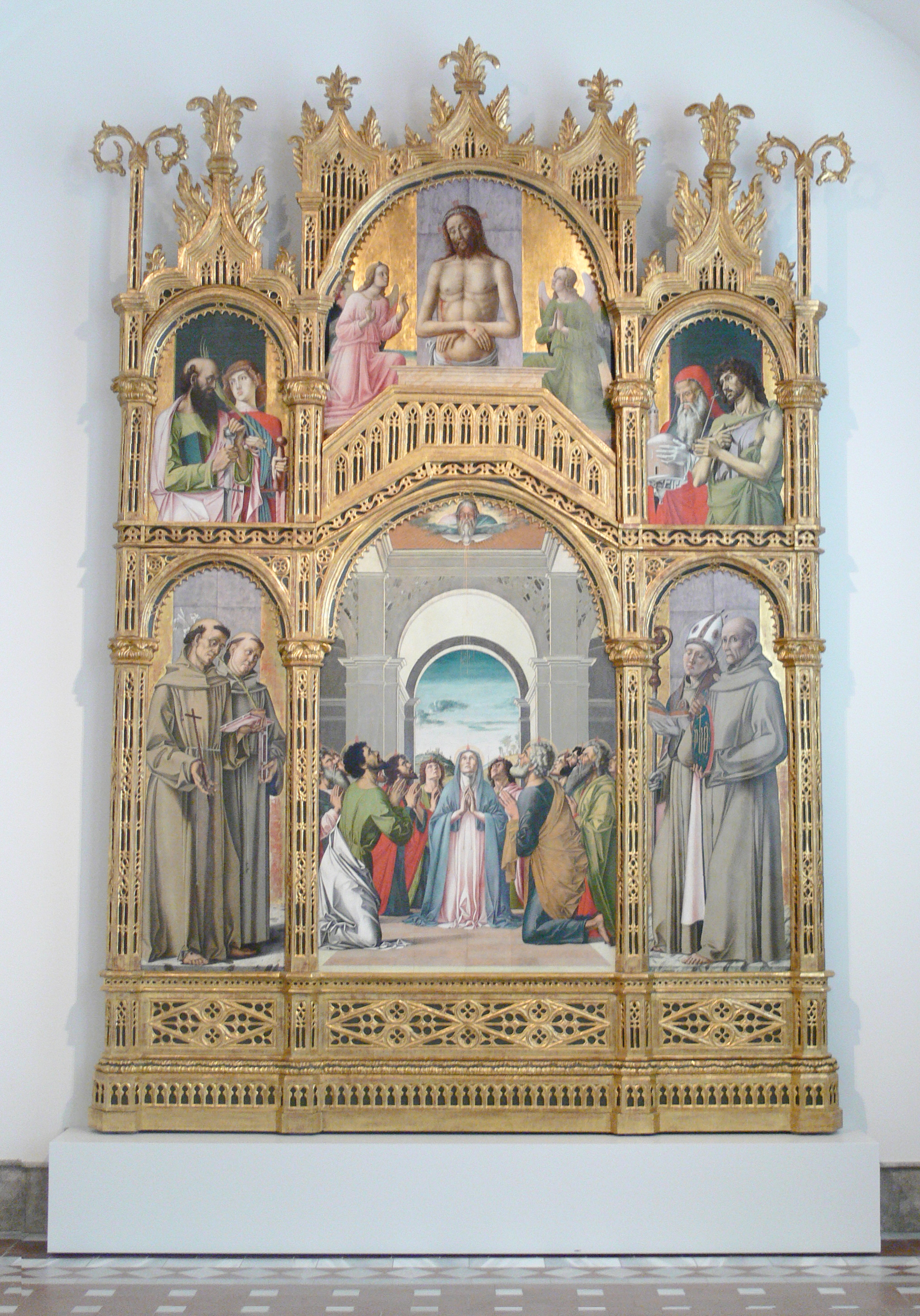
Ołtarz Pięćdziesiątnicy (1478)
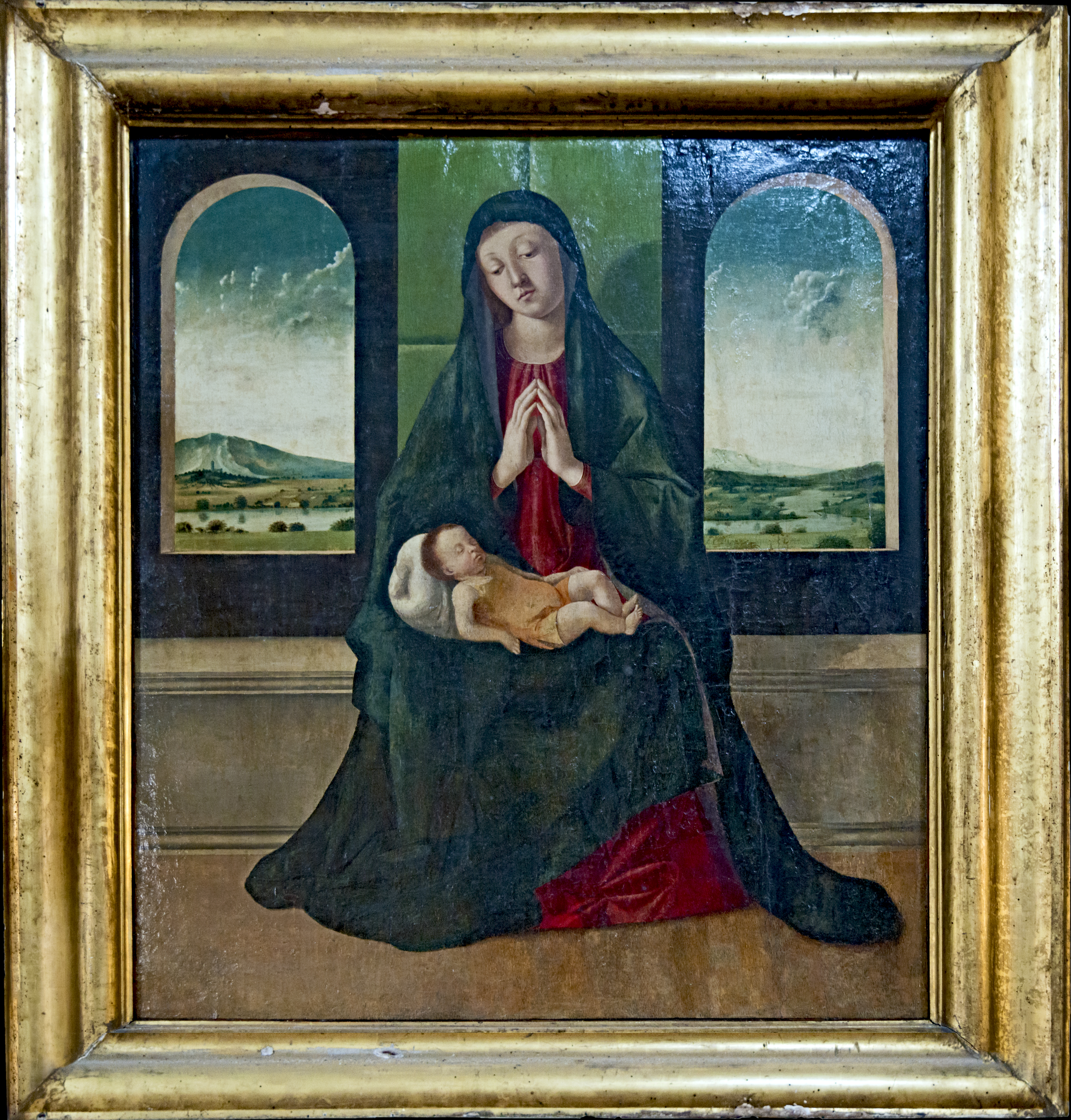
Maryja z Dzieciątkiem, (1485-90)
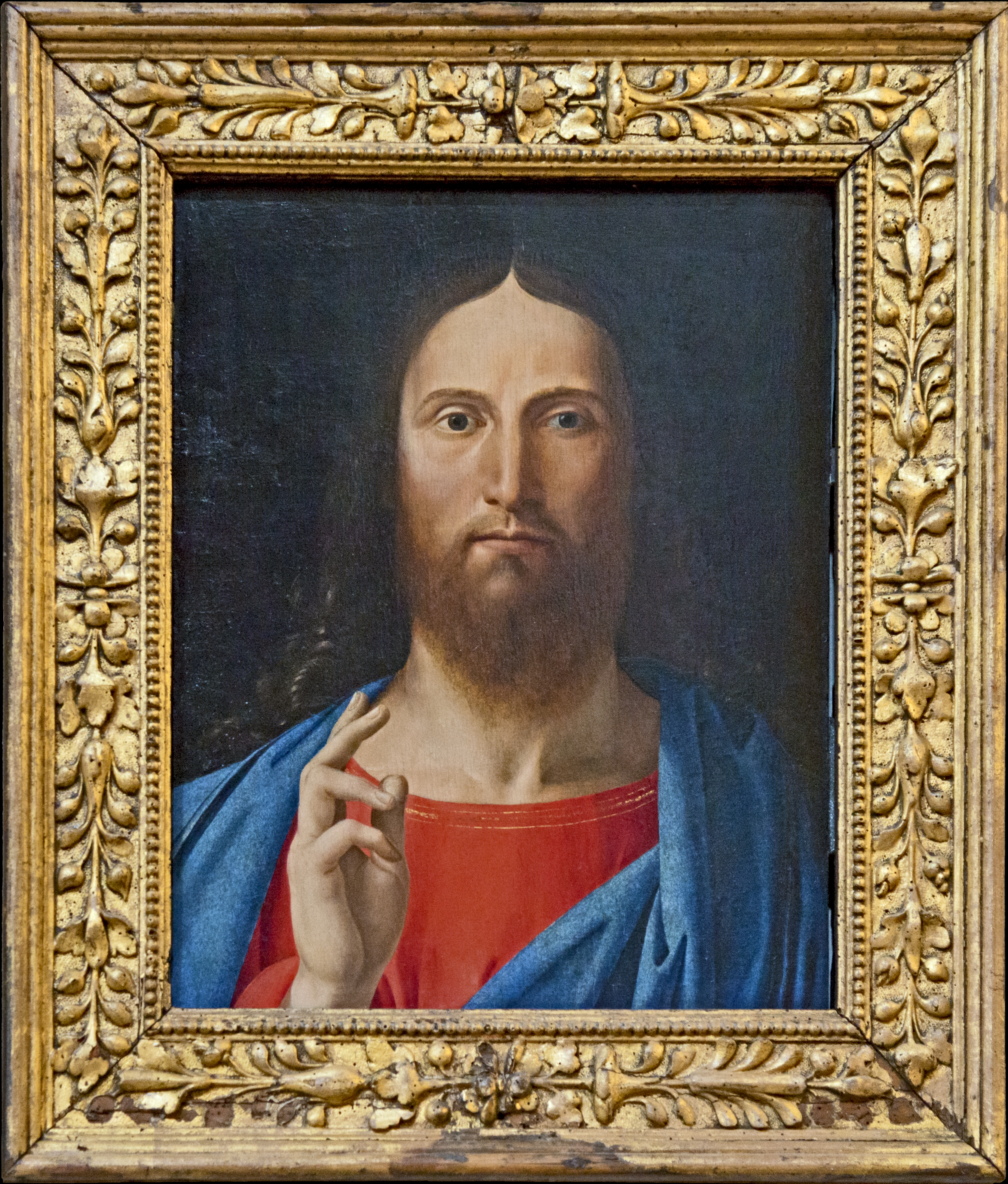
Chrystus błogawiący (Pantokrator) (1494)
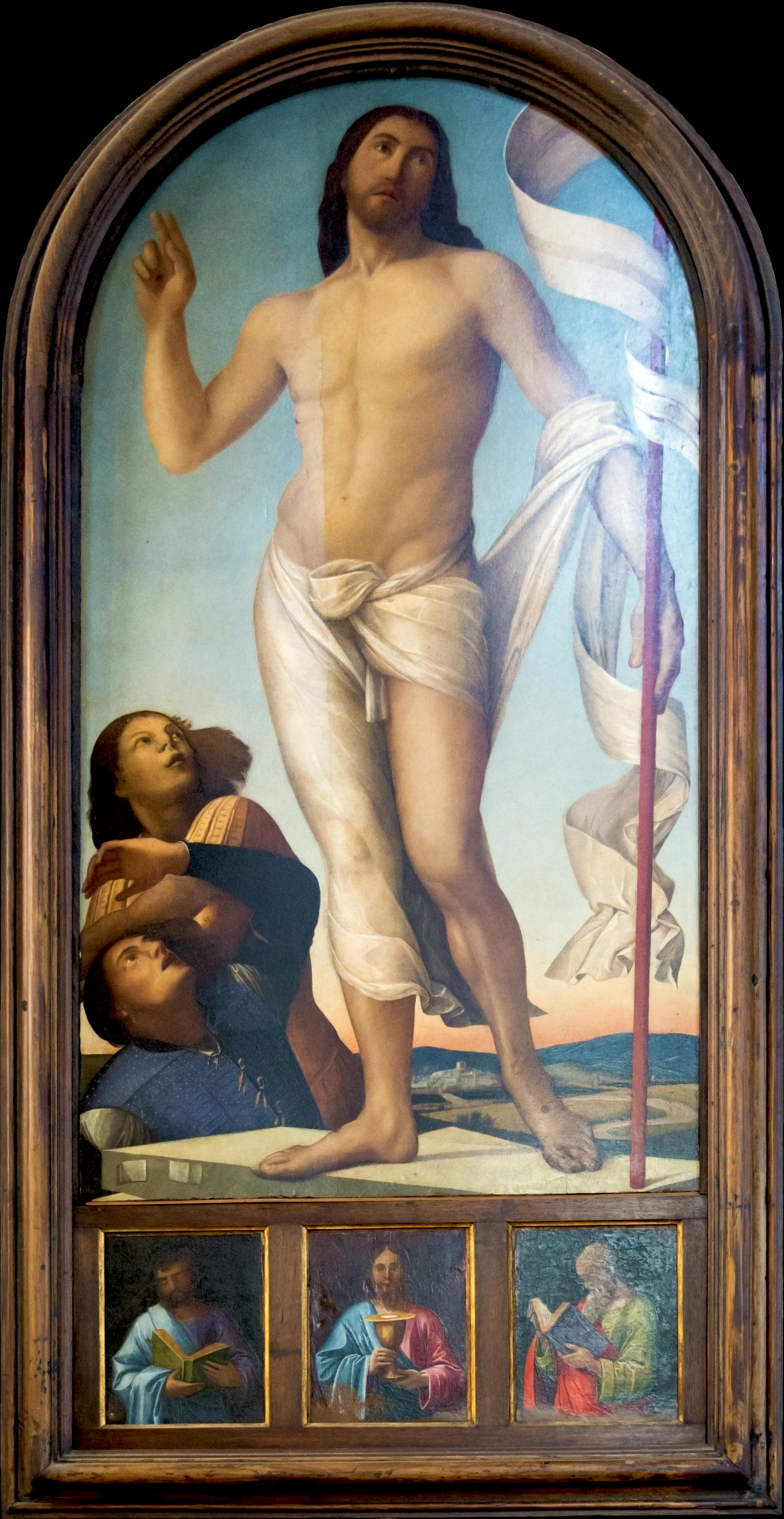
Zmartwychwstanie, 1497-98